# ليو فرانكو
ليوناردو نورين فرانكو، من مواليد 20 مايو 1977 في سان نيكولاس في الأرجنتين، لاعب كرة قدم أرجنتيني.
بدأ مسيرته الكروية مع نادي إندبينديينتي في عام 1995، ولعب معهم حتى عام 1997، وشارك معهم في مباراتين، وفي موسم 1997/1998 انتقل إلى نادي مريدا، وفي عام 1998 انتقل إلى نادي مايوركا الإسباني، ولعب معهم حتى عام 2004، وشارك معهم في 148 مباراة، ومنذ عام 2004 وهو يلعب مع نادي أتلتيكو مدريد.
و هو يلعب مع منتخب الأرجنتين لكرة القدم منذ عام 2004.

## مسيرته الكروية
لعب ليو فرانكو خلال مسيرته الاحترافية مع 9 أندية في اثنين وعشرين موسمًا ولم يسجل خلالها أي هدف ضمن 450 مباراة. حيث فاز في موسم واحد بالكأس ولم يفز بأي دوري.
خاض ليو فرانكو مسيرته مع نادي إنديبندينتي في موسم 1995–96 ولمدة موسمين، مشاركًا في مباراتين ولم يسجل أي هدف. ثم انتقل إلى نادي مريدا في موسم 1997–98 لمدة موسم واحد، حيث لم يشارك في أي مباراة ولم يسجل أي هدف أيضًا. لينتقل بعدها إلى نادي ريال مايوركا ب في موسم 1998–99 لمدة موسم واحد، مشاركًا في 23 مباراة ولم يسجل أي هدف أيضًا. ثم انتقل إلى نادي ريال مايوركا في موسم 1999–00 ليلعب معه خمسة مواسم، مشاركًا في 148 مباراة ولم يسجل أي هدف أيضًا. هذا وانتقل لاحقًا إلى نادي أتلتيكو مدريد في موسم 2004–05 ليلعب معه خمسة مواسم، مشاركًا في 153 مباراة ولم يسجل أي هدف أيضًا. ثم انتقل بعدها إلى نادي غلطة سراي في موسم 2009–10 لمدة موسم واحد، مشاركًا في 26 مباراة ولم يسجل أي هدف أيضًا. ليعود وينتقل من جديد، لكن هذه المرة إلى نادي ريال سرقسطة في موسم 2010–11 ليلعب معه أربعة مواسم، مشاركًا في 67 مباراة ولم يسجل أي هدف أيضًا. لينتقل بعدها إلى نادي سان لورينزو في عامي 2014-2016 ولمدة موسمين، مشاركًا في 3 مباريات ولم يسجل أي هدف أيضًا. ثم لعب في نادي هويسكا في موسم 2015–16 لمدة موسم واحد، مشاركًا في 28 مباراة ولم يسجل أي هدف أيضًا.

## روابط خارجية
- ليو فرانكو على موقع الاتحاد الدولي (مؤرشف)  (الإنجليزية)
- ليو فرانكو على موقع اتحاد تركيا (لاعب) (الإنجليزية)
- ليو فرانكو على موقع قاعدة بيانات كرة القدم.إي يو (الإنجليزية)
- ليو فرانكو على موقع ليكيب (الفرنسية)
- ليو فرانكو على موقع ناشيونال فوتبول تيمز (الإنجليزية)
- ليو فرانكو على موقع Soccerbase.com (لاعب) (الإنجليزية)
- ليو فرانكو على موقع Soccerway.com (الإنجليزية)
- ليو فرانكو على موقع عالم كرة القدم.نت (الإنجليزية)
- ليو فرانكو على موقع كووورة
- ليو فرانكو على موقع AS.com (الإسبانية)